# Christopher Dannenmann
Christopher Dannenmann (* 31. Dezember 1938 in Berlin; † 29. März 2020 in Sinsheim) war ein deutscher evangelischer Pfarrer, Philosoph und langjähriger Präsident des Christlichen Jugenddorfwerks Deutschlands (CJD).

## Leben
Christopher Dannenmann wurde als ältester der drei Söhne des CJD-Gründers Arnold Dannenmann in Berlin geboren. Er besuchte zunächst die Christophorusschule des CJD Berchtesgaden, später die CJD Jugenddorf-Christophorusschule Oberurff, wo er sein Abitur machte. Anschließend studierte er Theologie, Pädagogik sowie Religions- und Geistesgeschichte in Erlangen, Marburg und Hamburg. 1969 promovierte er in Erlangen mit seiner Dissertation über Bruno Bauer. Danach betreute er im Christlichen Jugenddorfwerk Dortmund eine Wohngruppe für Jugendliche mit Lernbeeinträchtigungen und fehlendem Schulabschluss. In dieser Zeit entwickelte er ein bundesweites Modell für die Berufsvorbereitung von jungen Menschen mit Lernbeeinträchtigungen und war nach der Wiedervereinigung maßgeblich am Aufbau des CJD in den neuen Bundesländern beteiligt. 1970 wechselte er in die CJD-Zentrale und war dort unter anderem für die Berufliche Bildung und den Aufbau entsprechender Jugenddörfer sowie für die sozialpädagogische Ausbildung zuständig. Innerhalb von zwei Jahren gründete er 24 Jugenddörfer. 1979 wurde er geschäftsführendes Vorstandsmitglied des CJD, von 1985 bis 1992 war er geschäftsführender Vorsitzender in Nachfolge seines Vaters.
Dannemann war bis zu seinem Tod Mitglied des Kirchengemeinderats der Evangelischen Kirchengemeinde Sinsheim, Vorsitzender der Bezirkssynode des Kirchenbezirks Kraichgau und Vorsitzender des von ihm gegründeten OJAS Förderverein (Offene Jugendarbeit Sinsheim e. V.). Er wohnte im Ruhestand mit seiner wenige Tage vor ihm am 12. März gestorbenen Frau Hannelore in Sinsheim. Ihre Trauung fand am 22. April 1965 im Kloster Hirsau im Schwarzwald statt.

## Veröffentlichungen (Auswahl)
- Bruno Bauer. Eine monografische Untersuchung (Dissertation vom 3. Oktober 1969, Philosophische Fakultät der Universität Erlangen-Nürnberg)
- Demokratisierung der Schule. Schüler und Schülervertretungen in der demokratischen Schule, Neckar-Verlag, Villingen 1969.
- Keiner darf verlorengehen: das Christliche Jugenddorfwerk Deutschlands (CJD); ein Handbuch, Burg-Verlag, Bonn 1991, ISBN 978-3-922801-77-1.

als (Mit)Herausgeber
- Rechenschaft und Aufgabe. Beiträge zur Bildungsarbeit in der Gegenwart. Arnold Dannenmann zum 60. Geburtstag am 4.Januar 1967, Walter Rau Verlag, Düsseldorf 1967.
- mit Hans Julius Schoeps und Lutz Reichardt: Jugend und Politik (Reihe: Paideia; Erziehung und Bildung heute), Neckar-Verlag, Villingen 1968.
- Bildung und Bildungspolitik in der Bundesrepublik Deutschland: Aspekte, Probleme, Tendenzen, Luchterhand, Berlin 1973, ISBN 978-3-472-54017-5.
- Zeit der Reife (Predigten), Burg-Verlag, Bonn 1987, ISBN 3-922801-92-7.

## Auszeichnungen
- 1986 verlieh ihm der damalige Bundespräsident Richard von Weizsäcker das Bundesverdienstkreuz am Bande. In einer Feierstunde im Stuttgarter Neuen Schloss wurde er mit den Worten gewürdigt: „Er hat maßgeblichen Anteil daran, dass das Christliche Jugenddorfwerk Deutschlands zu den bestorganisierten freien Bildungs- und Ausbildungswerken der Bundesrepublik gehört.“